# Седан (Канзас)
Седан (англ. Sedan) — місто (англ. city) в США, в окрузі Шотоква штату Канзас. Населення — 1000 осіб (2020).

## Географія
Седан розташований за координатами 37°7′42″ пн. ш. 96°11′5″ зх. д. / 37.12833° пн. ш. 96.18472° зх. д. (37.128456, -96.184825).  За даними Бюро перепису населення США в 2010 році місто мало площу 2,10 км², з яких 2,10 км² — суходіл та 0,00 км² — водойми.

## Демографія
Згідно з переписом 2010 року, у місті мешкали 1124 особи в 482 домогосподарствах у складі 269 родин. Густота населення становила 535 осіб/км².  Було 615 помешкань (292/км²).
Расовий склад населення:
| - 91,3 % — білих - 2,8 % — корінних американців - 0,4 % — чорних або афроамериканців - 0,2 % — вихідців з тихоокеанських островів - 0,1 % — азіатів - 2,2 % — осіб інших рас |

До двох чи більше рас належало 3,0 %. Частка іспаномовних становила 5,2 % від усіх жителів.
За віковим діапазоном населення розподілялося таким чином: 21,6 % — особи молодші 18 років, 51,6 % — особи у віці 18—64 років, 26,8 % — особи у віці 65 років та старші. Медіана віку мешканця становила 48,1 року. На 100 осіб жіночої статі у місті припадало 89,9 чоловіків;  на 100 жінок у віці від 18 років та старших — 84,7 чоловіків також старших 18 років.
Середній дохід на одне домашнє господарство  становив 47 114 долари США (медіана — 33 750), а середній дохід на одну сім'ю — 58 622 долари (медіана — 46 500). Медіана доходів становила 34 545 доларів для чоловіків та 29 063 долари для жінок. За межею бідності перебувало 17,4 % осіб, у тому числі 29,2 % дітей у віці до 18 років та 9,1 % осіб у віці 65 років та старших.
Цивільне працевлаштоване населення становило 465 осіб. Основні галузі зайнятості: освіта, охорона здоров'я та соціальна допомога — 33,8 %, роздрібна торгівля — 15,5 %, сільське господарство, лісництво, риболовля — 13,3 %.